# Lajos Látó
Lajos Látó (nascido em 1932) é um ex-ciclista húngaro que competiu no ciclismo nos Jogos Olímpicos de Verão de 1952, representando a Hungria.